# Oxalis triangularis
Oxalis triangularis, tên tiếng Anh là false shamrock, tên tiếng Việt là bướm đêm, cỏ ba lá tía, cỏ ba lá giả, cây tình yêu, là một loài cây lâu năm trong họ Chua me đất Oxalidaceae. Cây có nguồn gốc từ một số quốc gia thuộc phía nam Nam Mỹ. Loài cây này thường được dùng làm cây cảnh trồng trong nhà nhưng vẫn có thể được đem trồng ngoài trời với nhiệt độ tối thấp từ -12,2 đến 10°C, tốt nhất là đặt cây trong bóng râm.  
Mỗi lá của cây có 3 lá chét nhỏ đính nhau ở đỉnh, khá giống với các loài trong chi Cỏ ba lá Trifolium, vốn được gọi là shamrock, do đó mà O. triangularis mới có tên là “false shamrock” (tức 'cỏ ba lá giả'). Lá chét thường sẽ gập xuống vào ban đêm, khi bị stress hoặc khi ánh nắng quá gay gắt. Hoa năm cánh màu trắng hoặc hồng nhạt cũng có xu hướng khép lại vào ban đêm. 

## Mô tả
Cây phát triển cao và rộng tới 50 cm (20 in), phân loài O. triangularis subsp. papilionacea hay purpleleaf false shamrock, thường sống khỏe ở các vùng có khí hậu ôn hòa và ven biển của Anh, nhất là khi nhiệt độ xuống tới -5°C (23 °F), đã vinh dự giành được Giải thưởng Công trạng Làm vườn (Award of Garden Merit) của Hiệp hội Làm vườn Hoàng gia (Royal Horticultural Society). O. triangularis là một loài cây lâu năm không hình thành thân trên mặt đất, bộ phận chủ yếu phía trên mặt đất là những chiếc lá có cuống dài phát sinh từ một thân rễ (rhizome) có dạng củ (dài 5 cm, đường kính trên 10 - 15 mm, được bọc hoàn toàn bằng nhiều lớp vảy). Lá có cấu tạo từ ba lá chét không cuống, hình tam giác đến hình tam giác-trứng ngược, nhẵn, xếp trên cùng một mặt phẳng vuông góc với cuống lá. 
Lá đài 5, có lông dày, dài từ 5 đến 5,5 mm, hẹp và hơi ửng đỏ ở đỉnh. Tràng 5 rời, màu trắng dài khoảng 2 inch (~ 5.08 cm), hình mũi mác dài. Nhị và nhụy có nhiều lông. Cuống lá mềm, màu trắng, dài từ 15 đến 25 cm. Cây ra hoa từ mùa xuân đến mùa thu.

### Chuyển động
Lá của O. triangularis chuyển động tương ứng với mức độ ánh sáng. Cụ thể, lá sẽ xòe rộng ra ở điều kiện ánh sáng xung quanh cao (vào ban ngày) và khép lại hết cỡ ở mức độ ánh sáng yếu (vào ban đêm). Trong suốt quá trình tương tác động, các lá chét sẽ gấp lại với gân giữa mỗi lá làm trọng tâm. Chuyển động này được biết không phải do tác động của quá trình sinh trưởng mà thay vào đó được dẫn động bởi các thay đổi về áp suất trương (turgor pressure) trong các tế bào ở gốc lá. Một ví dụ khá hay về tính quang ứng động (thuật ngữ được dùng trong tiếng Anh là photonasty).

## Trồng trọt
O. triangularis yêu cầu ánh sáng mặt trời gián tiếp tươi sáng đi kèm với nhiệt độ mát mẻ nơi không gian nhà ở khoảng 15°C (59°F). Cây có thể chịu được nhiệt độ trong nhà cao hơn một chút nhưng sẽ chuyển sang trạng thái ngủ nghỉ sớm hoặc bắt đầu có biểu hiện "mệt mỏi" nếu nhiệt độ vượt quá 27°C (81°F) trong thời gian dài.
Cây trưởng thành được cắt trụi lá (chừa phần thân rễ) sau từ 3 đến 5 năm vào đầu mùa hè hoặc đang trong thời kỳ ngủ nghỉ. Cây con cũng được thực hiện tương tự như trên cho đến khi chúng trưởng thành. Cây rất sợ sương giá nên chúng thường được trồng trong nhà. Đất trồng thích hợp nên là đất giàu mùn và thoát nước tốt. Cây chỉ nên được tưới khi thấy lớp đất mặt khô. Quả của cây khi chín sẽ nứt ra khiến hạt văng ra một khoảng cách đáng kể, bởi vậy mà không nên trồng O. triangularis hoặc các cây cùng chi gần luống rau.

## Hình ảnh

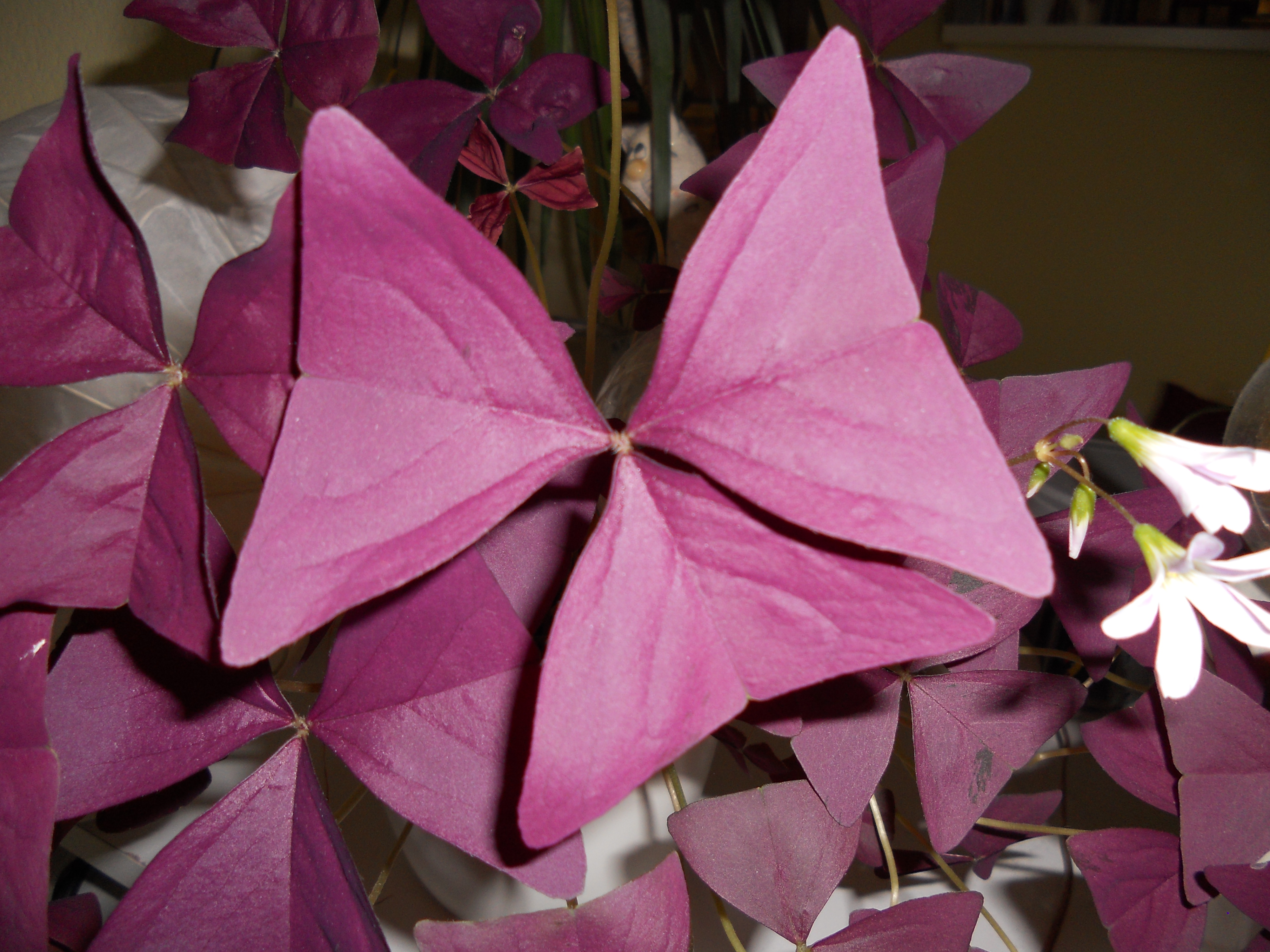
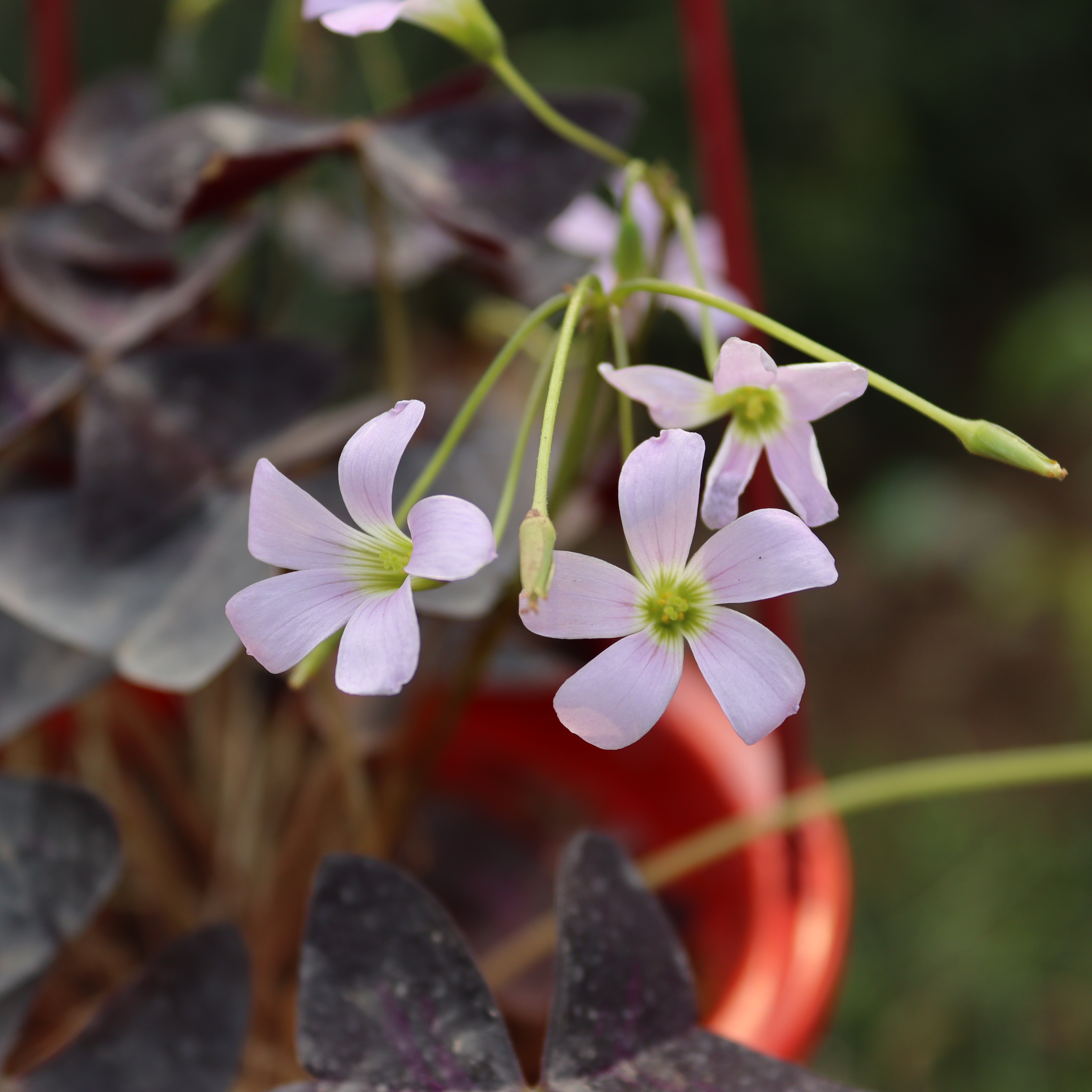
Hoa bướm đêm
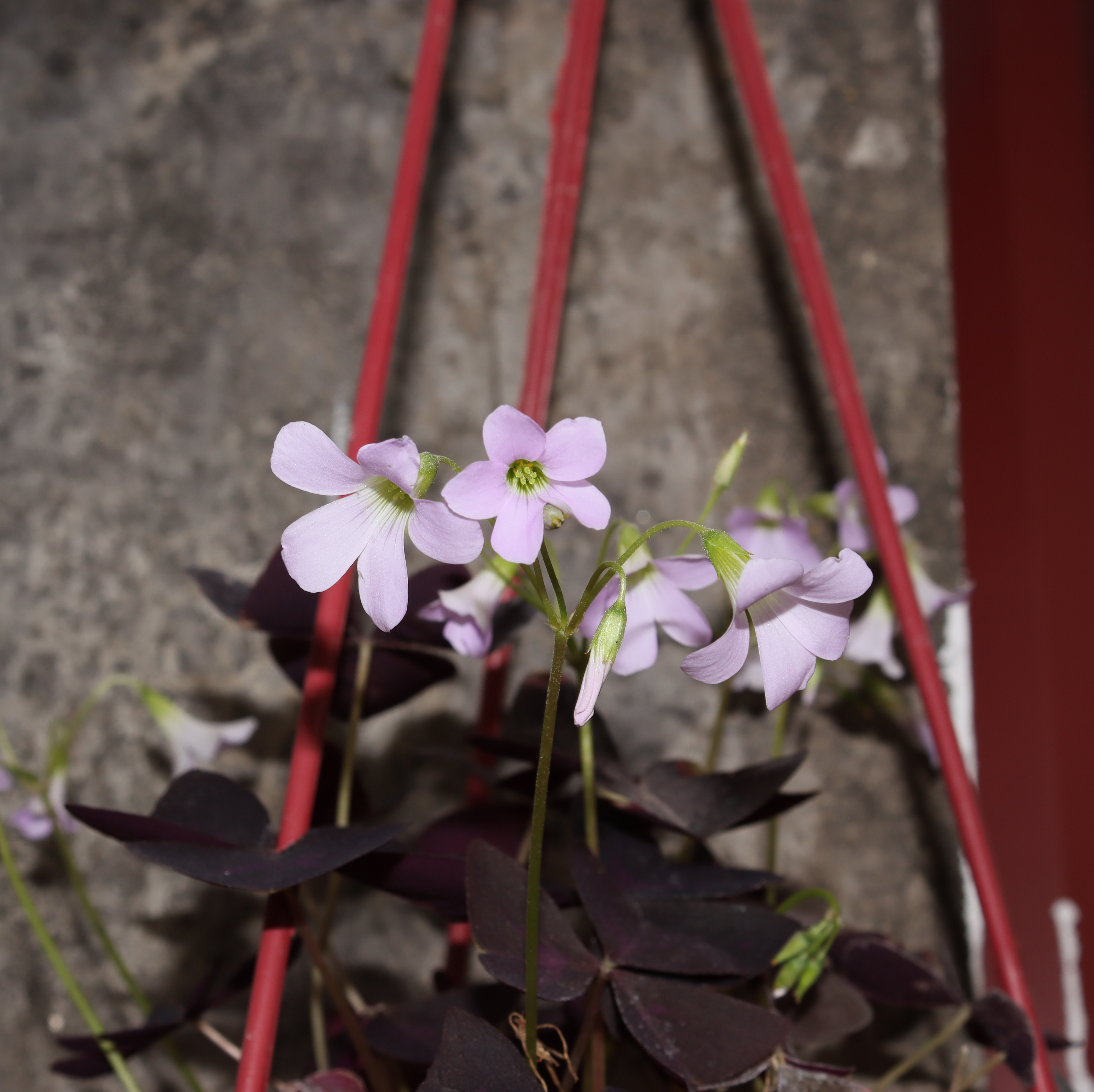
Cụm hoa bướm đêm lúc chiều tối
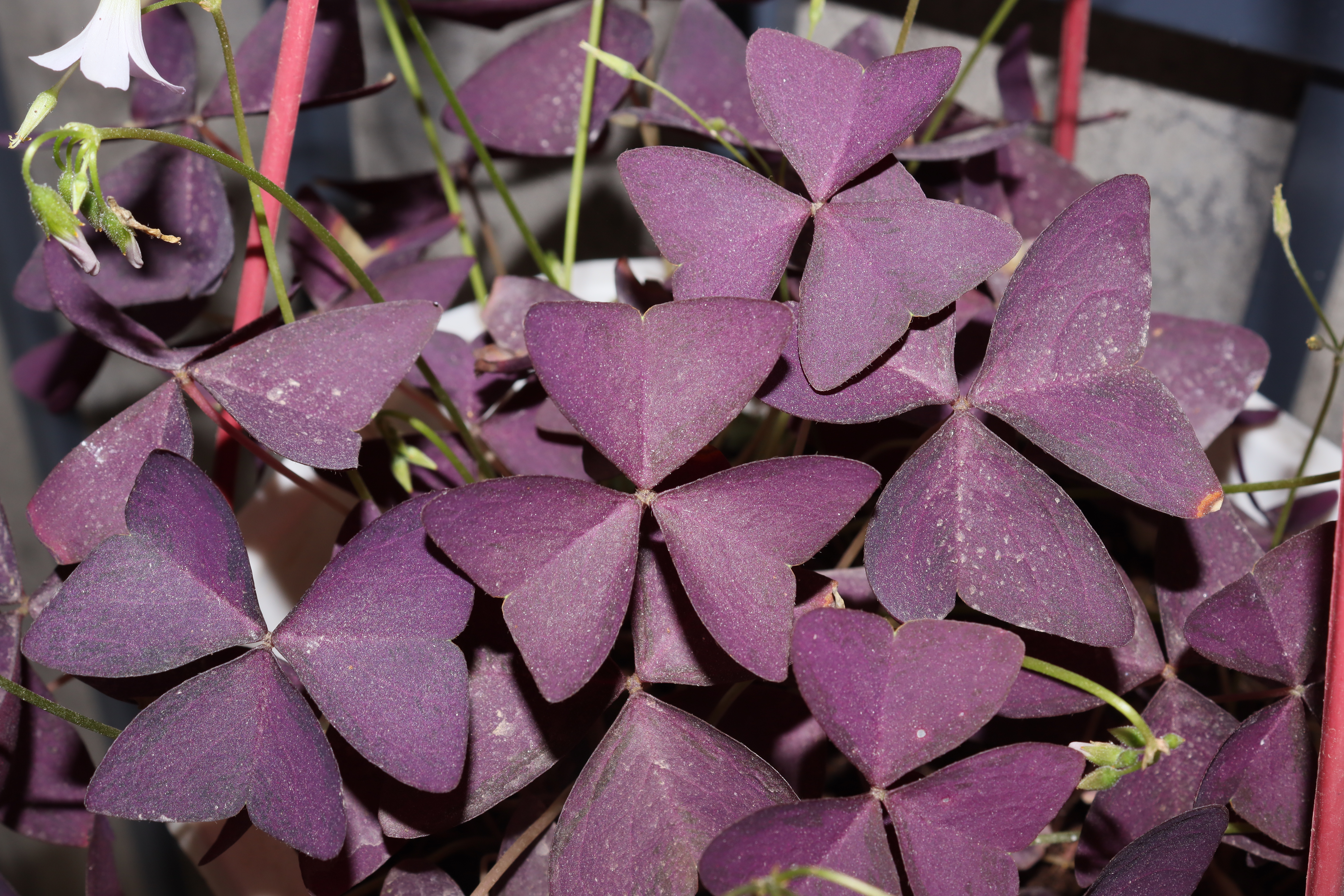
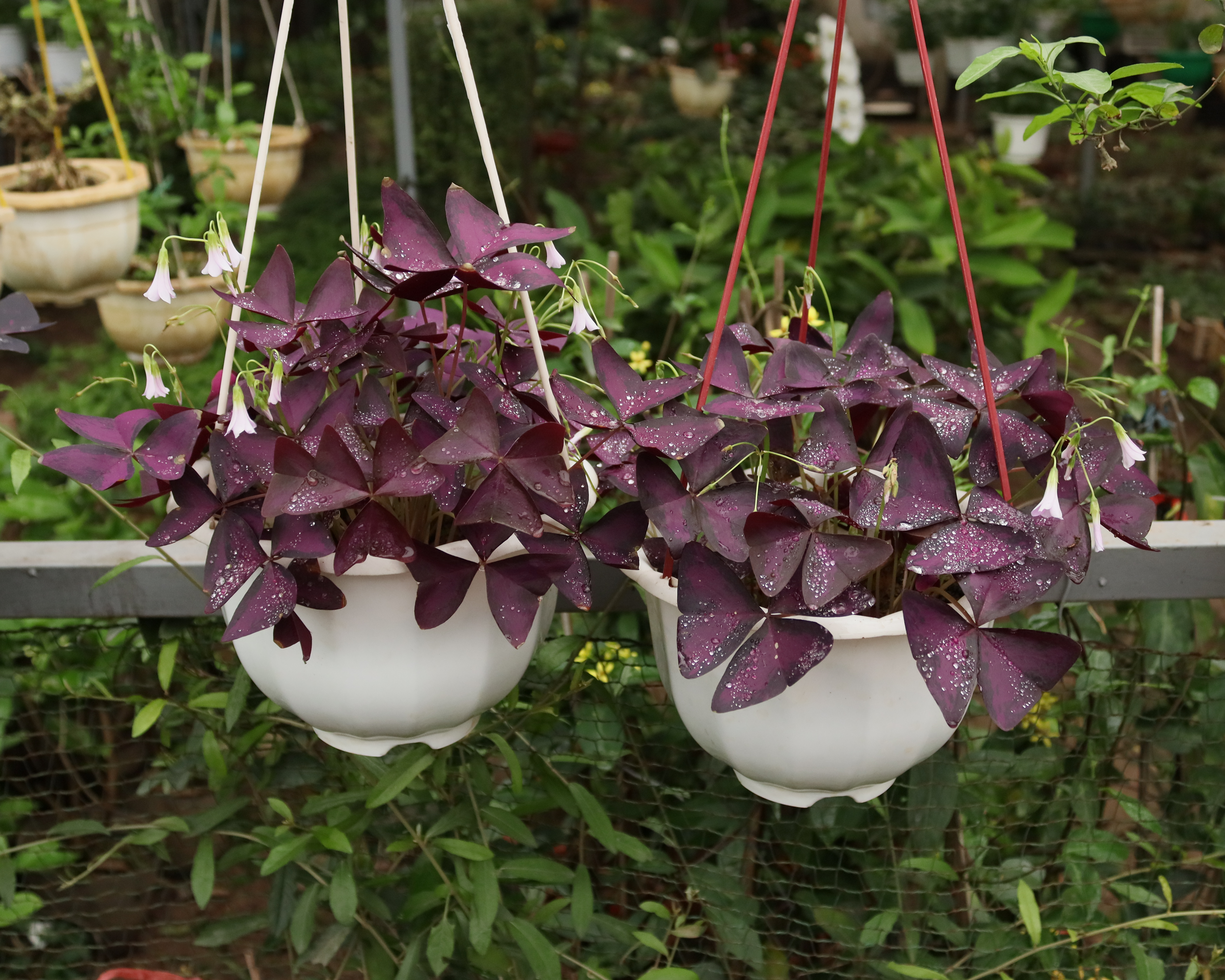
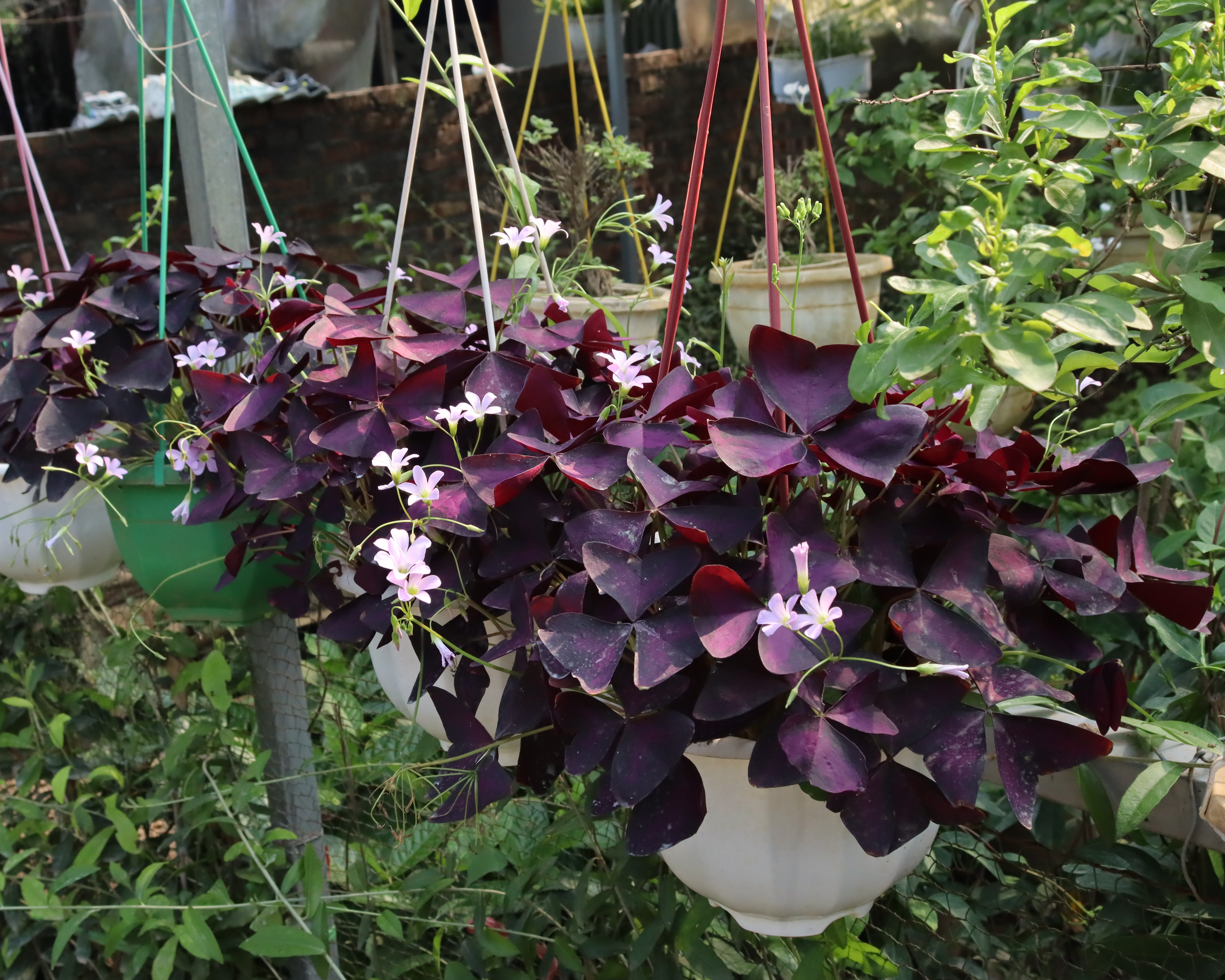